# Manipulator
Manipulator é uma espécie de inseto fóssil da família Manipulatoridae do Cretáceo Superior de Mianmar. E a única espécie descrita para o gênero é Manipulator modificaputis. O espécime foi encontrado em âmbar de Mianmar (Burmita) no vale de Hukawng, no estado de Kanchin, e data do Cenomaniano, com cerca de 99 milhões de anos.